# West-Duits voetbalkampioenschap 1922/23
In 1922/23 werd het zestiende voetbalkampioenschap gespeeld dat georganiseerd werd door de West-Duitse voetbalbond. De reguliere competitie werd over twee jaar gespeeld en de deelnemers aan de eindronde waren de clubs die na de heenronde aan de leiding stonden in de competitie.
In de finale stonden Arminia en TuRU 1880 tegenover elkaar. Na de eerste helft stond het 3-1 voor Düsseldorf en de supporters van TuRU stuurden al postduiven naar het thuisfront met het overwinningsbericht, maar in de tweede helft kwam Arminia terug gelijk en sleepte verlengingen uit de brand, waarin ze nog scoorden en opnieuw West-Duits kampioen werden. Hierdoor plaatste Arminia zich voor de eindronde om de Duitse landstitel. De club lootte in de eerste ronde van SC Union 06 Oberschöneweide. Na 2,5 uur wedstrijd stond het nog steeds 0-0. In de replay twee weken later kwam Bielefeld na 85 minuten op voorsprong, maar kort voor het affluiten kwam Oberschöneweide gelijk waardoor er verlengingen kwamen; deze keer trok Bielefeld aan het kortste eind en scoorde Oberschöneweide. 

## Deelnemers aan de eindronde
| Club                         | Gekwalificeerd als           |
| ---------------------------- | ---------------------------- |
| Kölner BC 01                 | Nummer 1 van Rijn            |
| TuRU 1880 Düsseldorf         | Nummer 1 van Bergisch-Mark   |
| Essener TB Schwarz-Weiß 1900 | Nummer 1 van Ruhr            |
| 1. FC Arminia Bielefeld      | Nummer 1 van Westfalen       |
| SV Kurhessen 1893 Cassel     | Nummer 1 van Hessen-Hannover |
| Duisburger SpV               | Nummer 1 van Nederrijn       |
| FC Jahn Siegen               | Nummer 1 van Zuidwestfalen   |

## Eindronde

### Kwartfinale
|               |                 |       |                              |          |
| 25 maart 1923 | TuRU Düsseldorf | 4 - 3 | Essener TB Schwarz-Weiß 1900 | Duisburg |
| 25 maart 1923 |                 |       |                              | Duisburg |

|               |                |       |              |            |
| 25 maart 1923 | Duisburger SpV | 4 - 1 | Kölner BC 01 | Düsseldorf |
| 25 maart 1923 |                |       |              | Düsseldorf |

|               |                |       |                          |        |
| 25 maart 1923 | FC Jahn Siegen | 2 - 1 | SV Kurhessen 1893 Cassel | Gießen |
| 25 maart 1923 |                |       |                          | Gießen |

Als titelverdediger kreeg Bielefeld een bye voor de eerste ronde. 

### Halve Finale
|              |                      |       |                |                  |
| 8 april 1923 | TuRU 1880 Düsseldorf | 2 - 1 | Duisburger SpV | München-Gladbach |
| 8 april 1923 |                      |       |                | München-Gladbach |

|              |                         |              |                |          |
| 8 april 1923 | 1. FC Arminia Bielefeld | 2 - 1 (n.v.) | FC Jahn Siegen | Dortmund |
| 8 april 1923 |                         |              |                | Dortmund |

### Finale
|               |                         |              |                      |       |
| 22 april 1923 | 1. FC Arminia Bielefeld | 4 - 3 (n.v.) | TuRU 1880 Düsseldorf | Essen |
| 22 april 1923 |                         |              |                      | Essen |